# Shō Hanai
Shō Hanai (花井 聖?, Hanai Shō; Miyoshi, 10 novembre 1989) è un calciatore giapponese, centrocampista del Template:Calcio Cento Cuore Harima.

## Carriera

### Club
Dal 2008 fino al 2011 ha militato nel Nagoya Grampus, squadra del campionato giapponese con cui disputa 3 partite nella AFC Champions League. Successivamente, nel 2012 si trasferisce nel Tokushima Vortis, collezionando 52 presenze e una rete in campionato e una presenza in AFC Champions League.

## Palmarès

### Club

#### Competizioni nazionali
- Campionato giapponese: 1

Nagoya Grampus: 2010
- Supercoppa del Giappone: 1

Nagoya Grampus: 2011